# Berghaus (Weidenberg)
Berghaus ist eine Wüstung auf dem Gemeindegebiet des Marktes Weidenberg im oberfränkischen Landkreis Bayreuth in Bayern.
Die Einöde befand sich auf einer Höhe von 473 m ü. NHN an der Bocksleite, dem Osthang des Lankendorfer Berges (572 m ü. NHN), rund 400 Meter südwestlich der an der Warmen Steinach gelegenen Schuhmühle. Namentlich erwähnt wurde sie nur in einem Ortsverzeichnis von 1820 und von 1867. Sie gehörte zur Gemeinde Weidenberg. Über den weiteren Verbleib gibt es keine weiteren Angaben. Heute befindet sich an der Stelle des Anwesens Grünland.